# Максимов, Евгений Тимофеевич
Евгений Тимофеевич Максимов (род. 1957) — советский и российский деятель органов охраны общественного порядка, начальник МУРа, полковник милиции.

## Биография
Родился в семье офицера милиции Тимофея Фёдоровича Максимова, старший брат Виктор Тимофеевич Максимов также стал офицером милиции, служили в столичной милиции и другие родственники. После двух лет службы в армии, с 1978 стал работать инспектором уголовного розыска 58-го отделения милиции Дзержинского района столицы, занимался подозрительной публикой, крутившейся у гостиницы «Космос». Поступил в МФЮЗО, работал старшим оперуполномоченным ОУР (отдела уголовного розыска) районного УВД, среди прочего занимался борьбой с автоугонами. После получения диплома в 1985, работает заместителем начальника отделения милиции по уголовному розыску. С 1987 начальник 2-го отделения Кировского районного УВД, занимался борьбой с имущественными преступлениями. С 1989 старший оперуполномоченный по особо важным делам 2-го отдела МУРа, занимался раскрытием убийств, в 1992 становится начальником отделения. В 1994 становится начальником отдела по раскрытию убийств МУРа. С 1995 первый заместитель начальника Управления уголовного розыска столицы, курировал борьбу с незаконным оборотом оружия и разбойными нападениями. С 2000 до 2001 руководил Московским уголовным розыском. Летом 2002 попал в ДТП на трассе в Московской области, уволен приказом В. В. Пронина. Однако Е. Т. Максимов опротестовал приказ об увольнении и в процессе судебного разбирательства доказал свою полную невиновность, после чего Министерством внутренних дел восстановлен на службе. Вскоре согласился уйти в отставку «по сокращению штатов», стал членом Совета ветеранов МУРа.

### Звания
- лейтенант милиции (1985);
- подполковник милиции (1992).
- полковник милиции (ноябрь 1996).

### Награды
- орден «За личное мужество» (1992);
- медаль «За отвагу» (1995);
- ведомственные награды.